# コーラス・グループ (企業)
コーラス (Corus)は、イギリス・ロンドンに本拠を置く鉄鋼メーカー。1999年から2007年の間に存在した。
1999年10月に、ブリティッシュ・スティールとオランダの鉄鋼メーカー Koninklijke Hoogovensが合併して設立された。世界でも最大規模の製鉄会社のひとつであるが、2007年4月、インドの鉄鋼メーカー タタ・スチールに買収され、現在は同社の一部門となった。その後、コーラスの名はタタ製鉄ヨーロッパに改められた。